# Окружна милиција (Енглеска)
Окружна милиција (енгл. Trained Bands, дословно "Обучене чете") је војна организација која је постојала у Енглеској и њеним колонијама од 16. до 18. века, састављена од наоружаних грађана и земљопоседника, окупљених у водове, чете и пукове по територијалном принципу, који су позивани под оружје у тренуцима кризе. Ове јединице одиграле су важну улогу у првој фази енглеског грађанског рата.

## Формирање
Обучене чете формиране су око 1570, у другој деценији владе Елизабете I, као одговор на развој наоружања и тактике у континенталној Европи. Употреба пешадијских јединица наоружаних копљем и пушком-које су успешно користиле Шпанија и Холандија-захтевала је стандардизовану (усклађену) обуку и опрему, која се није могла постићи у тадашњој енглеској војсци. Она се заснивала на средњовековним установама феудалне обавезе, ослањајући се на одреде (пратње) великаша и већином необучене (и разнолико опремљене) регруте из способне мушке популације од 16. до 60. године, ојачане страним најамницима.

## Организација
Оснивањем Обучених чета, сваки округ у Енглеској био је обавезан да опреми сопствени одред (један или више пукова) модерним оружјем (о трошку свих поседника) и редовно га обучава у модерној тактици и руковању копљем и пушком (под надзором професионалних војника). Служба у Обученим четама била је обавезна за све земљопоседнике, кућевласнике и њихове синове, тј. за људе који су имали својину, па тако и интерес да бране државу од страног напада или унутрашње побуне. У пракси, слуге и плаћени заменици често су слани на војне вежбе које су одржаване бар једном годишње (или једном месечно током лета).

### Официри
Окружном милицијом командовали су окружни поручници или намесници (енгл. lords-lieutenant), које је постављао краљ, обезбеђујући тако круни директну контролу над локалном војском. Функција поручника била је високо достојанство резервисано за великаше најближе краљу, који већином нису становали у округу, а били су заузети бројним другим функцијама (тако је Виљем Комптон, гроф од Нортхемптона, у периоду 1617-30. био поручник чак 5 округа у Енглеској и 11 у Велсу). Зато су у пракси милицијом командовали локални службеници, које су поручници бирали међу локалном властелом: потпоручник (енгл. deputy-lieutenant), задужен за администрацију, окружни инспектор (енгл. Muster Master, дословно старешина смотре), који је надзирао војну обуку, дисциплину и опрему, и капетани-који су командовали појединим четама (тако је Шропшир на 600 пешака имао 4 капетана). Окружни инспектори били су једини плаћени официри у Енглеској (1635. добијали су по 50 фунти годишње): услов за њихову службу било је претходно искуство у страним ратовима.

### Војници
Иако је главнину милиције чинила пешадија, сваки округ опремао је и једну чету (или вод) коњаника. Величина окружних одреда била је различита; по правилу, приморски окрузи (као прва линија одбране) давали су веће јединице: 1635. округ Дарам опремио је 811 пешака, Линколншир 1.800, а Дорсетшир 1.500 (1638. повећано на 2.140 у 3 пука). За разлику од њих, континентални (неприморски) окрузи давали су знатно мање: 1638. Шропшир је опремио 600 пешака (341 мускетар и 259 копљаника) и 100 коњаника, Вустер 800, Чешир 600, Стафордшир 400, Херефордшир 480, а Монтгомери свега 300 пешака.
Ове окружне јединице биле су састављене од мањих контингената појединих места и градова: тако је градић Ладлоу у Чеширу, са око 2.600 становника (1632), о свом трошку опремио 24 пешака (12 мускетара и 12 копљаника), који су чинили један вод (енгл. squadron)-по ондашњим стандардима трећина или четвртина чете, која је имала 75-200 пешака-којим је командовао локални подофицир-водник (енгл. corporal). По сачуваним изворима, међу војницима из Ладлова је било пекара, столара, зидара, обућара, шеширџија, старих од 18 до 42 године, који су служили добровољно у трајању од 4 до 15 година и често наслеђивали место војника од својих очева (мада се у време мира, њихова служба сводила на свега неколико дана годишње проведених на војној вежби). За време проведено на вежби или у рату, војници су примали плату, која је 1640. износила 2-2.5 шилинга дневно, уз храну и пиће о трошку округа (у исто време, дневница мајстора зидара или столара износила је 1 шилинг и 2 пенија). За разлику од војника у милицији, професионални војници за службу у иностранству мобилисани су принудно међу незапосленима, градском сиротињом и ситним преступницима.

### Опрема
Сваки војник у милицији опремао се и плаћао о трошку 3 или више имућнијих грађана или земљопоседника (укључујући и властелу), које је одређивао окружни потпоручник: они су били дужни да се лично појаве на годишњој смотри, како би одговарали за евентуалне недостатке у опреми свог војника. Застарела, непотпуна или дотрајала опрема морала је за наредну смотру бити замењена новом. Тако је за издржавање 24 војника из Ладлова, 1627. било задужено 84 грађана, а 1640. чак 116 грађана.
По војном приручнику из 1625. високи војници наоружавани су копљима, а снажни и плећати мускетама (због тежине оружја). По препорукама краљевског Савета (енгл. Privy Council) из 1638. (енгл. Instructions for Musters), опрема копљаника састојала се од оклопа, копља (дугог 15-16 стопа без врха) и кратког мача. Оклоп се састојао од шлема (типа морион), оковратника (енгл. gorget) и челичног прсника са оклопом за бутине (енгл. cuirass with tassets). Оклоп се обавезно мазао црном бојом, како би се сачувао од рђе. Примера ради, на смотри из 1628. само један од 12 копљаника из Ладлова имао је комплетан оклоп, 1639 . имала су га четворица, а 1640. десеторица.
По препорукама из 1638. обавезна опрема мускетара састојала се од мускете фитиљаче (цеви од 4 стопе, калибра 12 зрна у 1 фунту олова) са рачвастим ослонцем за цев, реденика са фишецима барута, мача са појасом и канијама (до 1625. имали су бодеже) и шлема. Све мускете у јединици морале су бити истог калибра. Додатна опрема укључивала је калуп за зрна, фишеклију (торбу за зрна) и шипку за чишћење цеви. Осим ове опреме, мускетари су носили сопствена цивилна одела. Провера опреме на смотрама често је показивала недостатке: тако од 12 мускетара из Ладлова, на смотри 1640. петорица нису имали шлемове, а двојица реденике. 1639. трошкови потпуне опреме за једног мускетара износили су 2 фунте, 8 шилинга и 6 пенија (тј. 582 пенија, или 42 дневнице школованог мајстора), подељено на 5 грађана.

### Обука
Сачувана документа показују да је војна обука (енгл. Drill) окружне милиције у време Чарлса I (1625-49) вршена у просеку 3-4 дана годишње, што се у време ратне опасности повећавало на 3-7 војних вежби од по 2 дана. Инструкције краљевог Савета из 1626. препоручују обуку војника у марширању и коришћењу оружја најпре појединачно, а затим постепено по врстама (по 6 војника), водовима (4 врсте по 6 војника, четворица у реду-6 по дубини), четама (3-4 вода) и пуковима (4 чете).

## У рату
Највећи проблем са коришћењем милиције у рату била је законом дозвољена установа замене-која је дозвољавала имућним војницима да у тренуцима кризе унајме заменике, већином потпуно необучене. Енглеска окружна милиција први пут се борила у бискупским ратовима (1639-40), где се показала веома лоше, а затим у почетној фази грађанског рата (1642-47), где је у почетку представљала главнину пешадије на обема странама. Недостатке окружне милиције Парламент је решио формирањем Војске новог обрасца (енгл. New model army), а ројалисти тако што су разоружали милицију у областима под својом контролом, а затим њену опрему искористили за наоружавање добровољаца.